# П'ятикратний зв'язок
П'ятикратний зв'язок — форма хімічного зв'язку між двома атомами у молекулі, що утворена п'ятьма електронними парами.

Структура CrC_{6}H_{3}−2,6-(C_{6}H_{3}−2,6-(CHMe_{2})_{2})_{2}_{2}

П'ятикратний зв'язок відомий з 2005 року відкриттям Филипом Павером (Philip Power) і співавторами. Він утворений зв'язком метал-метал у молекулі сполуки Ar–Cr2–Ar та арильним залишком (Ar = ліганд терфенилу C6H3−2,6-(C6H3−2,6-iPr2)2). Міжатомна відстань Cr-Cr із п'ятикратним зв'язком становить 1.8351(4) Å. Сполука кристалізується у темно-червоних кристалах стабільних до 200 °C.
П'ятикратний зв'язок у цій молекулі складається із окремих зв'язків:
- одного сигма-зв'язку (dz2)
- двох пі-зв'язків (відповідно вироджені вузли площин dxz, dyz)
- двох δ-зв'язків (відповідно вироджені вузли площин dxy und dx2-y2)